# Raión de Klujor

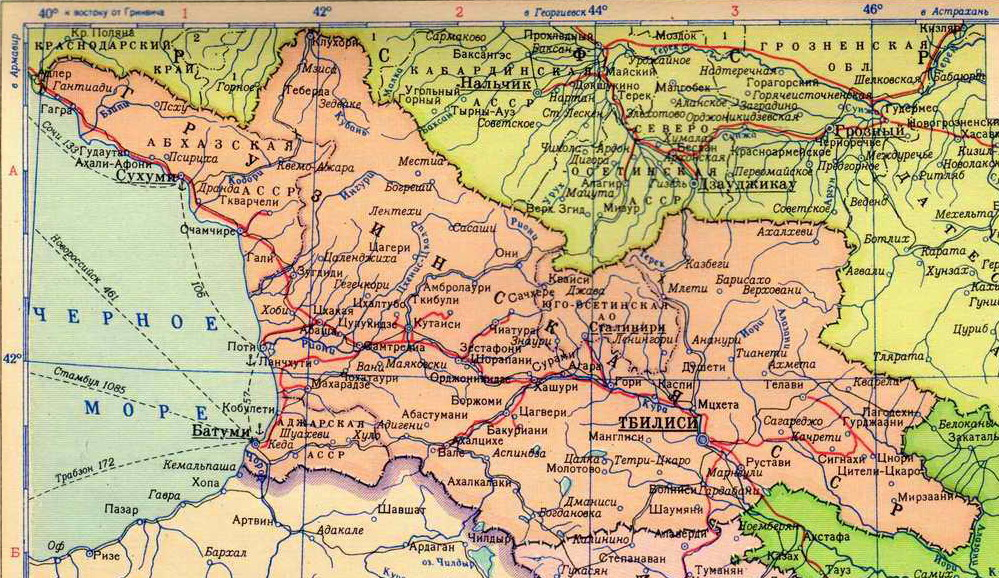
Mapa de la República Socialista Soviética de Georgia, donde se incluyen el óblast autónomo Karachái y el óblast autónomo Checheno-Ingusetio.

El raión de Klujor (en ruso: Клухорский район, en georgiano: ქლუხორის რაიონი) fue una región administrativa dentro de la República Socialista Soviética de Georgia desde 1943 hasta 1955. El distrito incluía parte del abolido óblast autónomo karachái: los raiones de Mikoyán y Uchkulán, así como la ciudad de Mikoyán-Shajar (rebautizada como Klujori, que recibió el estatus de ciudad de subordinación regional).

## Historia
Del 5 de noviembre de 1951 al 23 de abril de 1953, el distrito de Klujor formó parte del óblast de Kutaisi.
Por decreto del Presídium del Sóviet Supremo de la URSS del 14 de marzo de 1955, fue transferido a la RSFSR y pasó a formar parte del krai de Stávropol. Después de la creación del óblast autónomo Karachái-Cherkeso en 1957, bajo el nombre de raión de Karacháyevsk, pasó a formar parte de esta región autónoma.
Según datos de 1955, el raión incluía las siguientes unidades administrativas:
- Kjujorski - Klujori
- Teberdinski - Teberdá
- Magaroiski - Magaro
- Akhalshenski - Akhalsheni
- Bariski - Baria
- Madnisjevski - Madnisjeva
- Mziski - Mzisk
- Teberdinski - Vérjnaya Teberdá
- Ialbuzski - Elbrús

Por Decreto del Presidium del Sóviet Supremo de la RSFSR del 26 de mayo de 1955, el municipio Ialbuzski fue transferido al raión de Elbrussky de la República Autónoma Socialista Soviética de Kabardia.
El 14 de julio de 1955, la ciudad de Klujori recibió el estatus de ciudad de subordinación regional, pero el 4 de noviembre de 1956 se le retiró.